# Diskurzivni rod
Diskurzivni rod je književni rod koji u sebi ujedinjuje značajke književnosti i znanosti. Sastoji se od dvije skupine srodnih djela: književno-znanstvene vrste i publicističke vrste.

## Književno-znanstvene vrste
U književno-znanstvene vrste spadaju esej, putopis, životopis, autobiografija, memoari, dnevnik i polemika. 

### Esej
Esej je kraća prozna vrsta u kojoj se obrađuju različite teme iz života. U njemu se temi pristupa znanstveno, tj. na način koji uključuje razmišljanje i zaključivanje, ali se u načinu obrade ogleda autorova sposobnost umjetničkog oblikovanja, njegova osobnost i stil.

### Putopis
Tema putovanja u putopisu se razvija opisom krajeva ljudi i običaja, a putopisac pritom unosi vlastiti stav o onome što opisuje.

### Životopis i autobiografija
Životopis donosi opis života neke osobe, a autobiografija donosi opis vlastitog života.

### Memoari
U memoarima (sjećanjima) autor piše o značajnim ličnostima te događajima u kojima je izravno sudjelovao ili im je bio suvremenik.

### Dnevnik
U dnevniku autor iz dana u dan kronološkim redom zapisuje zbivanja i događaje te svoja zapažanja i razmišljanja.

### Polemika
Posebna je književno-znanstvena vrsta polemika.U njoj se iznosi oštro suprotstavljanje stavova o stvarima, pojavama i dijelima od osobnog ili općeg interesa. Može biti književna, politička, znanstvena i sl.

## Publicističke vrste
Neke se publicističke vrste svojim načinom obrade teme približavaju umjetničkoj prozi. Takvi su ponajprije feljton i reportaža.

### Feljton ili podlistak
Feljton (podlistak) donosi neku aktualnu temu iz područja umjetnosti, znanosti ili filozofije, ali i iz svakodnevnog života koju najčešće obrađuje na zabavan i duhovit način, pristupačan prosječnome čitatelju.

### Reportaža
Reportaža je novinarsko izvješće o nekoj temi, pojavi ili događaju na temelju obavijesti prikupljenih na terenu. O samome reporteru ovisi koliko će se tekst približiti umjetničkom načinu izlaganja.